# Malu Mare
Malu Mare là một xã thuộc hạt Dolj, România. Dân số thời điểm năm 2002 là 5054 người.